# یواس‌اس فایسیا (اس‌پی-۶۴۲)
یواس‌اس فایسیا (اس‌پی-۶۴۲) (به انگلیسی: USS Felicia (SP-642)) یک کشتی بود که طول آن 179' بود. این کشتی در سال ۱۸۹۸ ساخته شد.